# ليلة (موسيقى)
الليلة هي مجموعة من الطقوس في الطرق الصوفية في شمال أفريقيا. يحل هذا المصطلح بشكل متزايد محل مصطلحات الحضرة (في العيساوة ، والجيلالية)، والدرديبة (في كناوة)، والصداقة (في حمادة). ولكن جميعها ذات قاسم مشترك وهي أنها تكون ليلًا وتحوي إيقاعًا موسيقيًّا.

## المغرب
في الموسيقى المغربية، تنقسم الليل إلى عدة أجزاء، أربعة أو ستة في العدد اعتمادًا على السياق.

### العيساوة
- الداخلة
- هيزه
- الذكر
- هورم
- هادون
- حضرة

" الحضرة " يمكن أن تشير إلى مساعدة أو تجمع المصلين في الطقوس الصوفية. وهو أيضًا تعبير عن الحضور الإلهي. وفقا لبرنارد موصلي، فإن الحضرة مرادفة لذكر الحضرة، وهو الطقوس الجماعية للأذكار (ذكر أسماء الله على نغمة متدرجة [الإنجليزية] تدريجيًا). ويمارسها البعض باستخدام الآلات الموسيقية، ويمارسها آخرون بالتصفيق باليد أو بالأصابع.
في الأصل، تشير كلمة "حضرة" في اللغة العربية إلى الغشية الجماعية التي تمارس أثناء احتفالات الطرق الدينية المغربية، وخاصة العيساويّة . يتم تنفيذ هذه الممارسة خلال مهرجانات العيساوة الكبرى. يقام المهرجان الكبير أو الموسم بمدينة مكناس بالقرب من حرم الشيخ الكامل بمناسبة الاحتفال بالمولد النبوي الشريف. الحضرة هي جزء من طقوس تسمى أيضًا بالليلة، لأنها تستمر طوال الليل. تبدأ ليلة العيساويين بالأغاني ويتبعها الحضرة.

### كناوة
- العقبة أو النقشة
- آدا
- كويو
- ملوك

## مصر
في الموسيقى المصرية، مصطلح حضرة يشير أيضًا إلى جمعية المؤمنين المشاركين في طقوس ما. ولتوجيههم وقيادتهم في هذه الرحلة نحو النور الإلهي، فإن المنشد أو المرتل في الإسلام هو منشد المسجد أو مسجد الطرق الصوفية. في هذه الحالة، فهو المغني الرئيس، الذي يمتلك ذخيرة الأغاني والصوت وطريقة استخدام كليهما إلى درجة كسب دعم الجماهير. يتكون المرجع من الإنشاد، وهو عبارة عن مجموعة من الأناشيد الدينية والأغاني والقصائد الأخرى، والتي غالبًا ما يرددها المنشد فوق دعوات المشاركين. إن الولي هو سيد هذه الكلمات، ويرددونها بنفس الطريقة التي تستطيع بها الآلة الموسيقية استخدام النوتات أو العبارات الموسيقية. خلال تطورات القوة الاستثنائية، يمكن للمنشد العظيم أن يأخذ مستمعيه عبر متاهة من الأصوات الصوتية، والتفاعلات الدقيقة بين صوته والنصوص، مما يجعل من نفسه راويًا، أو متحدثًا، أو مغنيًا، أو عواءً، أو نائحًا على الله.
لا شك أن الشيخ أحمد التوني يعد من أهم منشدي صعيد مصر. وهو علاوة على ذلك مادح أكثر من منشد، والمادح يشير إلى المغني الشعبي، وهو يعمل مغني، دون أي ارتباط خاص يجماعة أو أخرى.
يمكن للحضرة أن تبهر بنصوصها الشعرية وألحانها كما تبهر بجمال شكلها البلاستيكي. تبدأ الحضرة بإيقاع بطيء ومهيب، ثم تتضمن تدريجيًا حركات إيقاعية تصبح أكثر حيوية مع إيقاع الدف (وهو أحد أقدم طبول الإطار في آسيا وشمال إفريقيا) لتصل إلى ذروتها مع هذا النوع من النشوة، وهي الحضرة نفسها.
ولا يزال هذا الفن الموسيقي يتجلى إلى يومنا هذا في المواسم والأعياد والمناسبات وخاصة في موسم المولد النبوي الشريف.

## مصدر
- كريستيان بوتشي، قاموس الموسيقى والرقصات التقليدية في البحر الأبيض المتوسط ، فايارد، 2005.